# Adalberto Pagano
Adalberto T. Pagano (San Miguel del Monte, 24 de enero de 1894 - Buenos Aires, 1 de enero de 1960) fue un ingeniero y político argentino, que ocupó el cargo de Gobernador del Territorio Nacional de Río Negro entre el 14 de septiembre de 1932 hasta el 5 de junio de 1943.

## Biografía
Se recibió de Ingeniero civil en la Universidad de Buenos Aires en 1916, y en Bahía Blanca, ciudad en la que se radicó, desempeñó una amplia actividad profesional. Algunos edificios que creó en aquella localidad son la sede del diario La Nueva Provincia, la Sociedad Sportiva (hoy Club Universitario), el cine teatro Rossini, su residencia y estudio privados.
Fue miembro del Concejo Deliberante de la ciudad de Bahía Blanca, oficial del ministerio de la Provincia de Buenos Aires y presidente de la Comisión provincial de Vialidad.
Designado por el presidente Agustín Pedro Justo a los 38 años, durante la Década Infame. Su gobierno, el más extenso en la historia provincial, se destacó por el mejoramiento de la infraestructura policial y de la inauguración de hospitales en las localidades rurales de Ingeniero Jacobacci y Valcheta. También se dio inicio a un hospital nuevo en la capital que recién fue finalizado en 1945. Se opuso al traslado de la capital provincial a  General Roca, estableciendo a Viedma como capital definitiva. La materialización y puesta en funcionamiento de
las direcciones del territorio generó permanentes conflictos con los organismos municipales por la fijación de acuerdos donde las atribuciones y de las competencias de cada uno de ellos, incurriendo en una intervención provincial a los municipios cada tres meses.
Fue convencional constituyente en 1957 y candidato a gobernador en 1958. Falleció en Buenos Aires, a causa de un accidente automovilístico. Estaba casado con Olga Gorleri, con quien tuvo dos hijos.